# Wieczornik śnieżny

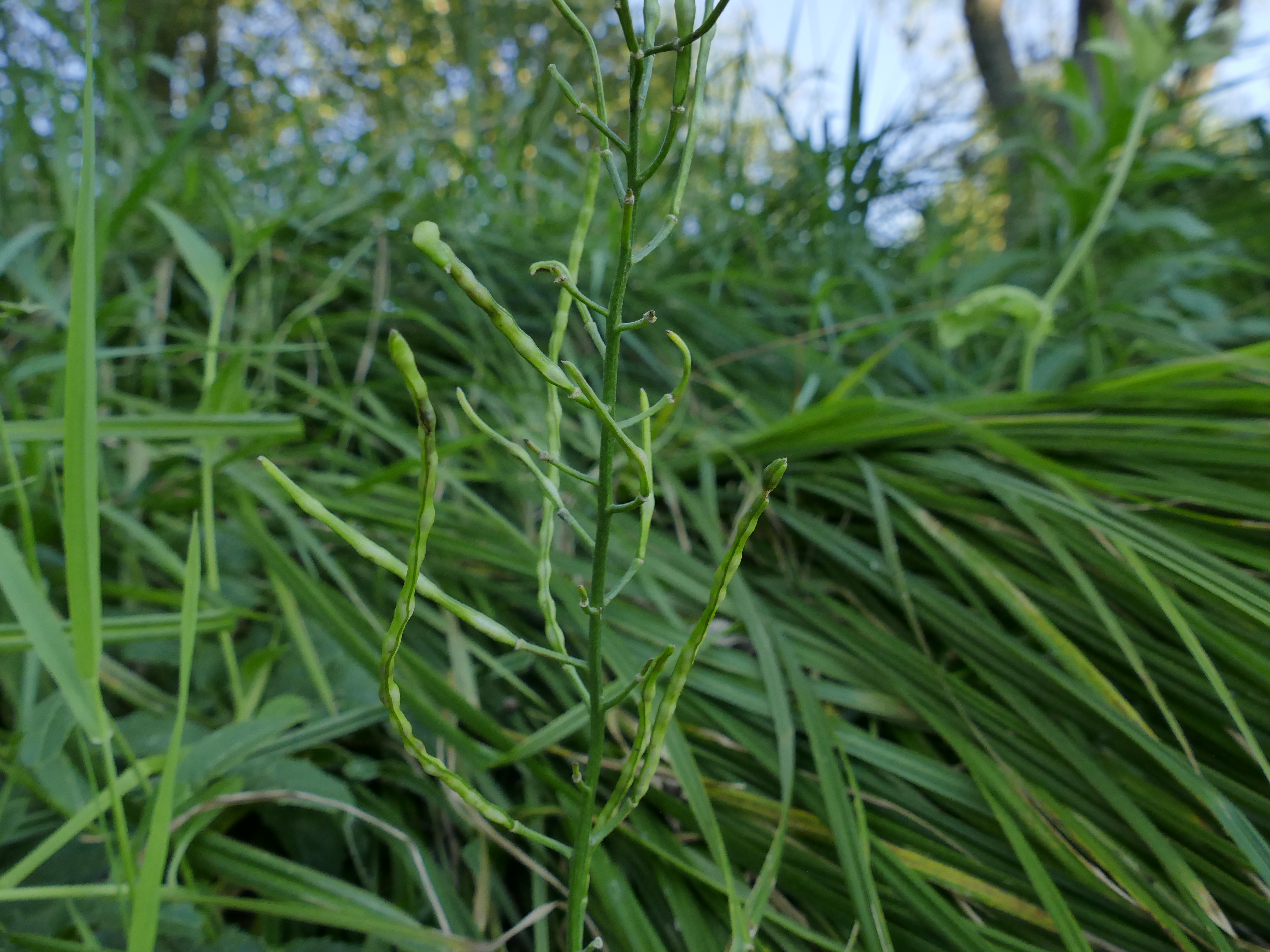
Owoce

Wieczornik śnieżny (Hesperis nivea) – gatunek rośliny z rodziny kapustowatych. 
Endemit Karpat. W Polsce znany tylko z Bieszczadów Zachodnich, gdzie rośnie na Bukowym Berdzie.

## Morfologia
ŁodygaProsta, wzniesiona, o wysokości 30–70 cm. Cała gęsto owłosiona, włoski pojedyncze oraz widlaste.
LiścieJajowatopodługowate. Środkowe liście na krótkich ogonkach, górne siedzące. Są gęsto owłosione.
KwiatyBiałe, zabrane w kwiatostany na szczytach pędów.
OwocŁuszczyna.

## Biologia i ekologia
Roślina dwuletnia lub wieloletnia. Kwitnie w czerwcu i lipcu. Gatunek wysokogórski. Rośnie w zaroślach bukowo-jaworowych przy górnej granicy lasu. 

## Zagrożenia i ochrona
Gatunek umieszczony w Polskiej Czerwonej Księdze Roślin w kategorii EN (zagrożony).